# Prix littéraires du Gouverneur général 2016
Les finalistes aux Prix littéraires du Gouverneur général pour 2016, un des principaux prix littéraires canadiens, ont été annoncés le 4 octobre 2016. Les lauréats ont été annoncés le 25 octobre 2016.

## Français

### Prix du Gouverneur général: romans et nouvelles de langue française
- Lauréat : Dominique Fortier, Au péril de la mer[1] ;
- Anaïs Barbeau-Lavalette, La Femme qui fuit ;
- Hugues Corriveau, Les Enfants de Liverpool ;
- Martine Delvaux, Blanc dehors ;
- Daniel Grenier, L'Année la plus longue.

### Prix du Gouverneur général: poésie de langue française
- Lauréat : Normand de Bellefeuille, Le poème est une maison de bord de mer[1] ;
- Louise Bouchard, Personne et le soleil ;
- Antoine Dumas, Au monde inventaire ;
- Pierre Nepveu, La dureté des matières et de l'eau ;
- Rodney Saint-Éloi, Je suis la fille du baobab brûlé.

### Prix du Gouverneur général: théâtre de langue française
- Lauréat : Wajdi Mouawad, Inflammation du verbe vivre[1] ;
- Hervé Bouchard, Le faux pas de l'actrice dans sa traîne ;
- Michel Marc Bouchard, La divine illusion ;
- Sébastien David, Les haut-parleurs ;
- Olivier Kemeid, Five Kings : l'histoire de notre chute.

### Prix du Gouverneur général: études et essais de langue française
- Lauréat : Roland Viau, Amerindia : essais d'ethnohistoire autochtone[1] ;
- André Habib, La main gauche de Jean-Pierre Léaud ;
- Michel Morin, Être et ne pas être ;
- Yvon Rivard, Exercices d'amitié ;
- Louise Warren, La vie flottante.

### Prix du Gouverneur général: littérature jeunesse de langue française - texte
- Lauréat : François Gilbert, Hare Krishna[1] ;
- Camille Bouchard, Nouvelle-Orléans ;
- Mario Brassard, Quand hurle la nuit ;
- Amélie Dumoulin, Fé M Fé ;
- Patrick Isabelle, Camille.

### Prix du Gouverneur général: littérature jeunesse de langue française - illustration
- Lauréat : Stéphanie Lapointe et Rogé, Grand-père et la lune[1] ;
- Jules Asselin et Ninon Pelletier, Le mystère des billes d'or ;
- Simon Boulerice et Delphie Côté-Lacroix, Florence et Léon ;
- Andrée Poulin et Marie Lafrance, Deux garçons et un secret ;
- Yayo, Pikiq.

### Prix du Gouverneur général: traduction de l'anglais vers le français
- Lauréat : Catherine Ego, La destruction des Indiens des plaines : maladies, famines organisées, disparition du mode de vie autochtone (James Daschuk, Clearing the Plains)[1] ;
- Christophe Bernard, Les hautes montagnes du Portugal (Yann Martel, The High Mountains of Portugal) ;
- Daniel Poliquin, Le grand retour : le réveil autochtone (John Ralston Saul, The Comeback) ;
- Lori Saint-Martin et Paul Gagné, Joshua (Mordecai Richler, Joshua Then and Now) ;
- Madeleine Stratford, Elle nage (Marianne Apostolides, Swim).

## Anglais

### Prix du Gouverneur général: romans et nouvelles de langue anglaise
- Lauréat : Madeleine Thien, Do not say we have nothing[1] ;
- Gary Barwin, Yiddish for pirates ;
- Anosh Irani, The parcel ;
- Kerry Lee Powell, Willem de Kooning's paintbrush ;
- Katherena Vermette, The break.

### Prix du Gouverneur général: poésie de langue anglaise
- Lauréat : Steven Heighton, The waking comes late[1] ;
- Joe Denham, Regeneration machine ;
- Susan Holbrook, Throaty wipes ;
- Garry Thomas Morse, Prairie harbour ;
- Rachel Rose, Marry & Burn.

### Prix du Gouverneur général: théâtre de langue anglaise
- Lauréat : Colleen Murphy, Pig girl[1] ;
- Brad Fraser, Kill me now ;
- Donna-Michelle St. Bernard, A man a fish ;
- Jordan Tannahill, Concord floral ;
- Mary Vingoe, Refuge.

### Prix du Gouverneur général: études et essais de langue anglaise
- Lauréat : Bill Waiser, A world we have lost: Saskatchewan before 1905[1] ;
- Kamal Al-Solaylee, Brown: What being brown in the world today means (To everyone) ;
- Teva Harrison, In-between days : A memoir about living with cancer ;
- Harold R. Johnson, Firewater: How alcohol is killing my people (and yours) ;
- Marc Raboy, Marconi: The man who networked the world.

### Prix du Gouverneur général: littérature jeunesse de langue anglaise - texte
- Lauréat : Martine Leavitt, Calvin[1] ;
- Mikaela Everett, The unquiet ;
- E. K. Johnston, A thousand nights ;
- Trilby Kent, Once, in a town called Moth ;
- Tim Wynne-Jones, The emperor of any place.

### Prix du Gouverneur général: littérature jeunesse de langue anglaise - illustration
- Lauréat : Jon-Erik Lappano et Kellen Hatanaka, Tokyo digs a garden[1] ;
- Jo Ellen Bogart et Sydney Smith, The white cat and the monk ;
- Lucy Ruth Cummins, A hungry lion or a dwindling assortment of animals ;
- Mireille Messier et Pierre Pratt, The branch ;
- Esmé Shapiro, Ooko.

### Prix du Gouverneur général: traduction du français vers l'anglais
- Lauréat : Lazer Lederhendler, The party wall (Catherine Leroux, Le mur mitoyen)[1] ;
- Rhonda Mullins, Guano (Louis Carmain, Guano) ;
- Neil Smith, The goddess of fireflies (Geneviève Pettersen, La déesse des mouches à feu).